# 约翰逊·蒙泰罗·平托·马卡巴
约翰森·蒙泰羅·平托·馬卡巴（Johnson Monteiro Pinto Macaba，1978年11月23日—），一般称作约翰森，生于盧安達，安哥拉职业足球运动员，在巴西成名，安哥拉国脚，曾代表安哥拉队参加过2006年非洲国家杯和世界杯预选赛、2010年非洲国家杯。
另外他拥有巴西及安哥拉双重国籍。

## 职业生涯
约翰森的职业生涯非常坎坷。他在土耳其踢了两个赛季的职业联赛后，又转会到巴西，先后效力于葡萄牙人、马拉迪亚、戈亚斯等巴西甲级足球俱乐部，来深圳上清饮之前效力于巴西乙级联赛中的圣塔克鲁斯。
2008年深圳上清饮以30万美元跟他签合同，剛剛到深圳队的时候,由于身型瘦削而被嘲为「水货」及「安哥拉大帝」。不过，很快他就证明了自己的价值。在整个赛季里，他为深圳队打进13球，位列中超射手榜第二。2008年赛季结束后，另一支中国球队浙江绿城就和约翰森签下合同，但随后约翰森又选择了薪水更高的一家安哥拉足球俱乐部。
2010年，约翰森返回中国联赛效力成都谢菲联，最终幫助成都谢菲联夺得中甲联赛亚军重返中超。 
2011年，约翰森选择加盟深圳市的另一支球队深圳凤凰，但球队因财困险些要解散加上被拖欠工资所以在同年6月的二次转会约翰森选择加盟另一支中甲球队重庆力帆，他首次代表重庆力帆上场就进球。
2012年，约翰森返回巴西联赛踢球。同年7月的中国球员二次转会期间，约翰森返回成都谢菲联效力。